# Avicii
Тим Берглинг (швед. Tim Bergling; Стокхолм, 8. септембар 1989 — Маскат, 20. април 2018), познат под псеудонимом Авичи (швед. Avicii; стилизовано ΛVICII и ◢ ◤), био је шведски музичар, ди-џеј, музички продуцент и миксер звука.

## Биографија
Тим Берглинг рођен је 8. септембра 1989. године у Стокхолму, Шведска, од Класа Берглинг и глумице Анки Лиден . Он је имао три брата и сестре, Дејвида Берглинга, Линду Стернер и Антона Курберга. Инспирисан својим братом, који је такође био ди-џеј, он је почео да прави музику са својих 16 година. У мају 2007. године, Авичи је склопио уговор са Дејфитс Плејз компанијом.

### Каријера

#### Почетак каријере
Берглинг је започео своју каријеру са 16 година објављивањем свог ремикса на интернет-форумима електронске музике, што га је довело до потписивања првог уговора са издавачком кућом. Био је члан Лејдбек Лук форума, где је усавршио свој занат и, понекад, показао свој уникатан дип хаус стил.  Од 2009. до 2010. Берглинг је био активан продуцент и избацивао је нумере  невероватно брзо. Његови ремикси у овом периоду били су „Звук садашњости", „Миџа", „Руе" и „Ивн". Берглинг је објаснио да његово уметничко име значи „најнижи ниво будистичког пакла" (Avīci).
У 2010. години Берглинг је објавио хит „Захтевана веза", који је ушао у листе 20 најбољих песама у неколико земаља, укључујући Белгију, Француску, Холандију, Велику Британију, и Шведску. Направио је и ремикс класичног сингла Нађе Али  „Занесеност" за њен албум „Краљица клупске триологије: Оникс издање". У октобру 2010. године, Берглинг је потписао уговор са „ЕМИ Мјузик Паблишинг". 

#### Врхунац каријере
Стекао је славу у 2011. години, са својим пробојним синглом „Нивои". Његов први студијски албум, „Истина”(2013) представљен је као електронска музика са елементима различитих жанрова музике. Берлинг се овим албумом уздигао у десет најбољих музичара у више од петнаест земаља света и заузео је водеће позиције на листама Аустралије, Шведске, Данске и САД. Успех је постигао захваљујући синглу „Пробуди ме”, који је био водећи на већини музичких тржишта у Европи, док је заузео четврто место по слушаности у САД. У 2015. години, он је објавио свој други албум,  „Приче", а у 2017. години, он је објавио мини-албум под називом „Авичи (01)". У 2016. години, повукао се због здравствених проблема. 
У његов директоријум музике такође су ушли синглови „Ја бих могао да будем тај" са Ники Ромеро, „Ти ме правиш", „Ви", „Хеј брате", „Зависан од тебе", „Дани", „Ноћи", „Чекајући љубав", „Без тебе" и „Усамљени заједно". Берглинг је био номинован за Греми награду за песму „Сунце" са Давидом Гетом у 2012. години , и песму „Нивои" у 2013. години. Неколико музичких издања сврстала су Берглинга међу ди-џејеве који су довели електронску музику до ТОП 40 радија, почетком 2010 године.
По избору специјализованог британског часописа DJ Mag, посвећеног електронској и денс музици, Авичи је током 2012. и 2013. уврштен на листу три најбоља светска ди-џеј музичара. У два наврата био је номинован за престижну награду Греми за песме Sunshine, у дуету са Давидом Гетом и Levels. Током краткотрајне и веома успешне каријере објавио је два студијска албума True (2013) и Stories (2015). Велику популарност на глобалном нивоу остварио је са песмама I Could Be the One (у сарадњи са Никијем Ромером), Wake Me Up, You Make Me, X You, , , , The Nights, Levels, Waiting for Love, Without You и Lonely Together.

### Здравствени проблеми
У јануару 2012. године, Берглинг је смештен у болницу на 11 дана у Њујорку са акутним панкреатитисом изазваним од претераног конзумирања алкохола. У 2014. години Берглинг је оперисао слепо црево и жучну кесу. Две године касније, здравље му се погоршало, што је довело до тога да се, на неко време, повуче са музичке сцене. Берглинг је говорио јавно о својим здравственим проблемима и притисцима од стране руководства у документарцу из 2017. године Истините приче, у ком је приказан како ради из болничког кревета.

### Смрт
Берглинг умро је 20. априла 2018. године у Маскату, држава Оман, са напуњених 28 година, док узрок смрти није одмах био познат. Дана 21. априла 2018. године, Оманска полиција је саопштила да „нема кривичних сумњи" у Берглинговој смрти. Пет дана касније, 26. априла, његова породица је објавила отворено писмо, где је навела да је он патио од озбиљног стреса и менталних проблема већ неколико година, што је даље имплицирало да је извршио самоубиство. У писму се наводи да се Берглинг „стварно борио са мислима о смислу живота, среће. Он није могао да издржи више. Желео је да пронађе мир.” Веб портал "ТМЗ" 01. маја је известио да је узрок смрти самоубиство због самоповређивања. Неки извори тврде да је умро од губитка крви пререзавши себе сломљеним стаклом винске боце.

## Утицај на каријеру

### Утицаји
За његово музичко усмеравање, истицао је утицај Бејсхантер, Дафт Панк, Швидиш Хаус Мафија, и Ерик Придс музичара.
Берглинг је описао своје рано упознавање са електронском музиком као „слушање дафт панка, много пре него што сам знао шта је хаус музика".

## Филмографија
| Година | Име                            | Улога  | Директор          | Напомена          | Ref. |
| ------ | ------------------------------ | ------ | ----------------- | ----------------- | ---- |
| 2017   | Музички Састав: Истините Приче | Он сам | Леван Тикуришвили | Документарни филм |      |

## Дискографија
- Истина (2013)
- Приче (2015)

## Концертне турнеје
- Истина турнеја (2014)
- Приче Светска Турнеја (2015)

## У популарној култури
Авичи је приказан на шведској поштанској маркци, објављеној 15. јануара 2015. године у ПостНорд Свериџ.